# Игринское (сельское поселение)
Игринское сельское поселение — упразднённое муниципальное образование со статусом сельского поселения в Игринском районе Удмуртии Российской Федерации.
Административный центр — посёлок Игра.

## История
Статус и границы сельского поселения установлены законом Удмуртской Республики от 19 ноября 2004 года № 65-РЗ «Об установлении границ муниципальных образований и наделении соответствующим статусом муниципальных образований на территории Игринского района Удмуртской Республики».
К 18 апреля 2021 года упразднено в связи с преобразованием района в муниципальный округ.
До 2005: городское поселение.

## Население
| 2010    | 2012    | 2013    | 2014    | 2015    | 2016    | 2017    |
| ------- | ------- | ------- | ------- | ------- | ------- | ------- |
| 20 768  | ↘20 624 | ↘20 438 | ↘20 280 | ↘20 253 | ↗20 387 | ↗20 390 |
| 2018    | 2019    | 2020    | 2021    |         |         |         |
| ↘20 260 | ↘20 066 | ↘19 988 | ↘19 374 |         |         |         |

## Состав сельского поселения
| № | Населённый пункт | Тип населённого пункта          | Население |
| - | ---------------- | ------------------------------- | --------- |
| 1 | Игра             | посёлок, административный центр | ↘19 319   |
| 2 | Нагорный         | посёлок                         | ↗55       |